# Saint-Geniès-de-Fontedit
Saint-Geniès-de-Fontedit – miejscowość i gmina we Francji, w regionie Oksytania, w departamencie Hérault.
Według danych na rok 1990 gminę zamieszkiwało 1029 osób, a gęstość zaludnienia wynosiła 111 osób/km² (wśród 1545 gmin Langwedocji-Roussillon Saint-Geniès-de-Fontedit plasuje się na 329. miejscu pod względem liczby ludności, natomiast pod względem powierzchni na miejscu 792.).